# UFC Fight Night: McGregor vs. Brandao
UFC Fight Night: McGregor vs. Brandao è stato un evento di arti marziali miste tenuto dalla Ultimate Fighting Championship il 19 luglio 2014 al The O2 di Dublino, Irlanda.

## Retroscena
Si tratta del secondo evento organizzato dall'UFC in terra irlandese dopo UFC 93: Franklin vs. Henderson del 2009.
L'evento registrò il tutto esaurito riuscendo a vendere i circa 9.000 biglietti disponibili in soli 3 minuti.
Quella sera tutti gli atleti originari dell'isola irlandese uscirono vincitori dai propri incontri.

## Risultati
|                  | Divisione         |                |       |                | Metodo                                   | Round | Tempo | Premio |
| ---------------- | ----------------- | -------------- | ----- | -------------- | ---------------------------------------- | ----- | ----- | ------ |
|                  | Pesi Piuma        | Conor McGregor | batte | Diego Brandão  | KO Tecnico (pugni)                       | 1     | 4:05  | POTN   |
|                  | Pesi Welter       | Gunnar Nelson  | batte | Zak Cummings   | Sottomissione (rear naked choke)         | 2     | 4:48  | POTN   |
|                  | Pesi Mosca        | Ian McCall     | batte | Brad Pickett   | Decisione unanime (30-27, 30-27, 29-28)  | 3     | 5:00  |        |
|                  | Pesi Leggeri      | Norman Parke   | batte | Naoyuki Kotani | KO Tecnico (colpi)                       | 2     | 3:41  |        |
| Card preliminare |                   |                |       |                |                                          |       |       |        |
|                  | Pesi Mediomassimi | Ilir Latifi    | batte | Chris Dempsey  | KO Tecnico (pugni)                       | 1     | 2:07  |        |
|                  | Pesi Mosca        | Neil Seery     | batte | Phil Harris    | Decisione unanime (30-27, 30-27, 30-27)  | 3     | 5:00  |        |
|                  | Pesi Medi         | Cathal Pendred | batte | Mike King      | Sottomissione Tecnica (rear naked choke) | 2     | 3:33  | FOTN   |
|                  | Pesi Medi         | Trevor Smith   | batte | Tor Troeng     | Decisione unanime (29-28, 29-28, 29-28)  | 3     | 5:00  |        |
|                  | Pesi Mediomassimi | Nikita Krylov  | batte | Cody Donovan   | KO Tecnico (pugni)                       | 1     | 4:57  |        |
|                  | Pesi Mosca        | Paddy Holohan  | batte | Josh Sampo     | Sottomissione (rear naked choke)         | 1     | 3:06  |        |

## Premi
I lottatori premiati ricevettero un bonus di 50.000 dollari.
Legenda:
- FOTN: Fight of the Night (vengono premiati entrambi gli atleti per il miglior incontro dell'evento)
- POTN: Performance of the Night (viene premiato il vincitore per la migliore performance dell'evento)

## Incontri annullati
|  | Divisione         |                |        |              | Motivo              |
|  | ----------------- | -------------- | ------ | ------------ | ------------------- |
|  | Pesi Piuma        | Conor McGregor | contro | Cole Miller  | Miller infortunato  |
|  | Pesi Welter       | Gunnar Nelson  | contro | Ryan LaFlare | LaFlare infortunato |
|  | Pesi Mediomassimi | Ilir Latifi    | contro | Tom Lawlor   | Lawlor infortunato  |